# Ella Harper
Ella Harper (Contea di Sumner (Tennessee), 5 gennaio 1870 – Nashville, 19 dicembre 1921) è stata una circense statunitense.
Nacque con una malattia ortopedica molto rara, nota come genu recurvatum, che faceva incurvare le sue ginocchia all'indietro ed era soprannominata "la ragazza cammello" (in inglese: The Camel Girl) per la sua abitudine di camminare a quattro zampe.

## Biografia
Secondo alcune fonti, sarebbe nata nella città tennessiana di Hendersonville nel 1870. Nel 1886, la ragazza venne presentata come un membro del Nickel Plate Circus di W. H. Harris, ed ella apparve nei giornali delle località nelle quali il circo si esibiva. Dietro a una sua fotografia di quell'anno si legge:

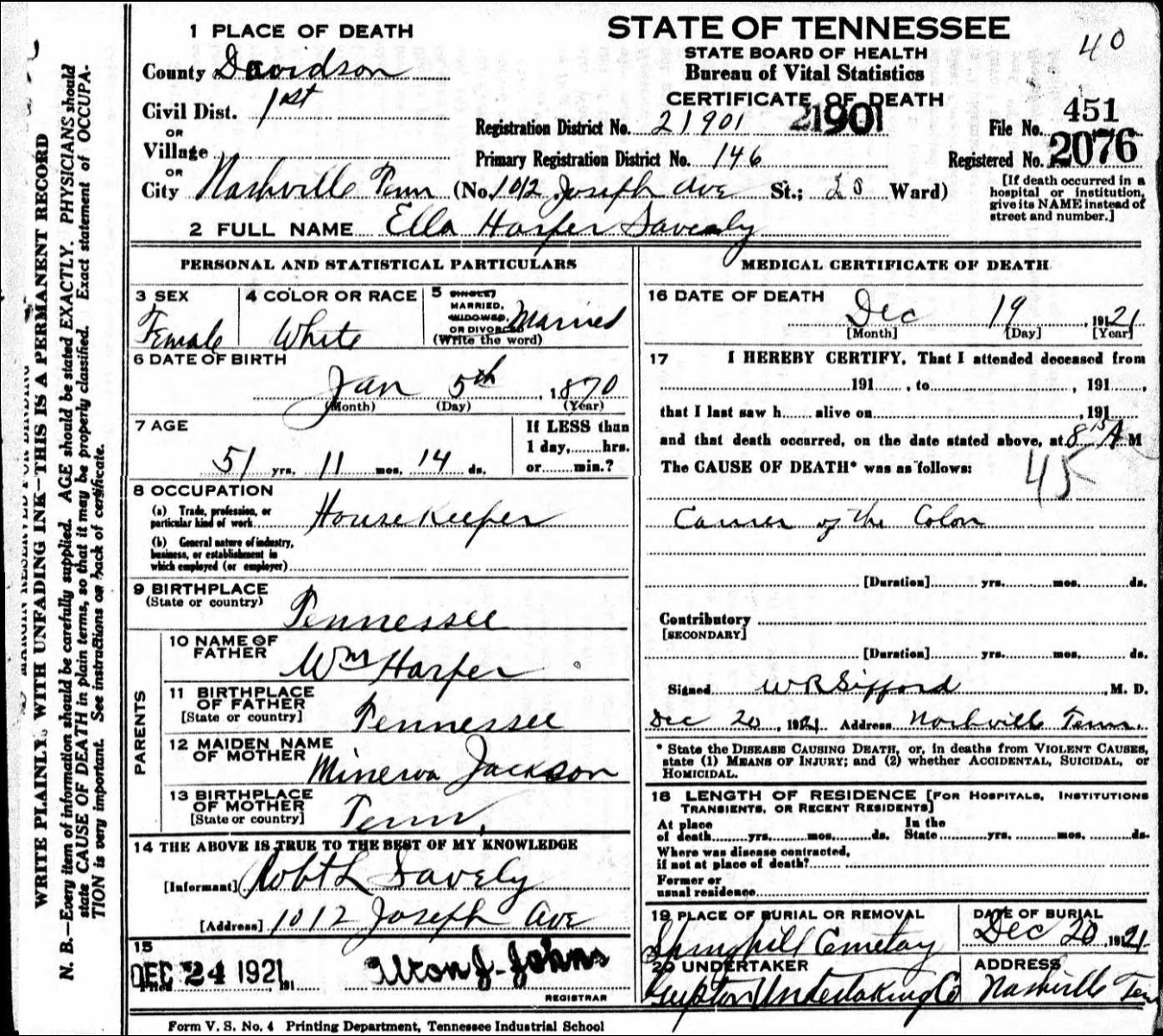
Il certificato di morte di Ella Harper.

Ella veniva pagata 200 dollari alla settimana: questo guadagno finanziario acquisito probabilmente la aiutò a inserirsi nella società. Il 25 giugno 1905, Ella sposò un uomo di nome Robert L. Savely, che dapprima fu un insegnante e poi un contabile per un'azienda di forniture fotografiche. Un censimento del 1910 riporta che marito e moglie si erano trasferiti a Nashville con la madre di Ella. In seguito, la coppia avrebbe adottato un neonato di tre mesi, il quale, tuttavia, sarebbe morto 18 giorni dopo. Il 19 dicembre 1921, Ella Harper morì di cancro al colon, come risulta dal suo certificato di morte, e i suoi resti vennero sepolti al cimitero di Nashville.